# Leidong
Leidong (kinesiska: 雷洞, 雷洞瑶族水族乡) är en socken i Kina. Den ligger i provinsen Guizhou, i den sydvästra delen av landet, omkring 280 kilometer öster om provinshuvudstaden Guiyang.